# Reino Gay e Lésbico das Ilhas do Mar do Coral
O Reino Gay e Lésbico das Ilhas do Mar do Coral foi uma micronação não reconhecida, estabelecida como um protesto político simbólico realizada por um grupo de ativistas LGBT do sudeste de Queensland, Austrália. É uma expressão do nacionalismo queer.

## História
Em 14 de junho de 2004 um grupo reclamou o território das Ilhas do Mar do Coral e declararam sua secessão de Austrália depois de navegar até a ilha maior e içar ali a bandeira do arco íris. Um dos membros do grupo, Dale Parker Anderson (nascido em 1965), foi declarado imperador, com o nome de Dale I. A "secessão" foi realizada em protesto pela decisão de proibir os casais homossexuais do parlamento federal australiano.
Desde 2005, o grupo australiano tem estado envolvido em disputas internas e secessões em vários grupos. Entre eles se incluem dois grupos localizados na América, o Gay and Lesbian Commonwealth Kingdom, liderado por Jaix Broox, o Unified Gay Tribe, liderado por Bill Freeman e Enrique Pérez e Gay Homeland Foundation, grupo localizado em Alemanha e cujo líder é Victor Zimmermann. Nenhum destes grupos reclama o território das Ilhas do Mar do Coral.
O "reino" não é reconhecido por nenhum estado e não se produziu nenhum assentamento humano, pelo que as ilhas do Mar do Coral permanecem desabitadas. O reino afirma ter começado um serviço de correios em 1 de janeiro de 2006. Supõe-se que o serviço de correios funciona entre as ilhas do Mar do Coral e Queensland, no entanto, em julho de 2006 ainda não tinha uma confirmação independente de sua natureza exacta e da frequência. O "reino'' emitiu seus primeiros selos em julho de 2006 e pretende seguir uma política conservadora "com o fim de conseguir uma boa reputação entre os 
filatélicos". A página do site do "reino" afirma que o turismo, a pesca e as vendas filatélicas são sua única atividade econômicas
Em Novembro de 2017 o Reino foi dissolvido pelo seu imperador, marcando o fim de  uma historia de protesto em prol da comunidade LGBTQ. A dissolução só foi possivel, após o casamento gay ser legalizado na Austrália.